# Saga Millennium
La saga Millennium es una serie de novelas criminales suecas creada por Stieg Larsson y escritas las tres primeras obras por él mismo y las siguientes por David Lagercrantz, que ha conseguido un éxito de ventas a nivel internacional. Los dos personajes principales de la serie son Lisbeth Salander, una hacker veinteañera antisocial con memoria fotográfica, y Mikael Blomkvist, un periodista de investigación que edita una revista llamada Millennium (de ahí el título de la serie).
Larsson planeó escribir una serie de 10 libros, pero debido a su repentina muerte de un infarto en 2004 solo pudo completar los tres primeros títulos, que además fueron publicados de forma póstuma: Los hombres que no amaban a las mujeres (Män som hatar kvinnor, 2005), La chica que soñaba con una cerilla y un bidón de gasolina (Flickan som lekte med elden, 2006) y La reina en el palacio de las corrientes de aire (Luftslottet som sprängdes, 2007).
En diciembre de 2013 la editorial sueca Norstedts contrató al periodista y escritor David Lagercrantz para continuar la saga. Se publicaron tres novelas, que no están basadas en los borradores inconclusos de Stieg Larsson: Lo que no te mata te hace más fuerte (Det som inte dödar oss, 2015),  El hombre que perseguía su sombra (Mannen som sökte sin skugga, 2017) y La chica que vivió dos veces (Hon som måste dö, 2019).
La serie fue impresa originalmente en sueco por la editorial Norstedts Förlag, con ediciones en español de Ediciones Destino, en Reino Unido por Quercus y en Estados Unidos por Alfred A. Knopf. Los libros han sido publicados desde entonces por editoriales en 50 países. En marzo de 2015 su editorial aseguraba que habían sido vendidas alrededor del mundo 100 millones de copias.
En noviembre de 2021, la editorial Polaris adquirió los derechos de la saga de los herederos de Larsson y anunció una nueva trilogía de libros escritos por la autora sueca Karin Smirnoff. Las garras del águila se publicó en español en 2023.

## Orígenes
Después de su muerte, muchos de los amigos de Larsson dijeron que el personaje de Lisbeth Salander fue creado de un incidente en el que Larsonn, en ese momento adolescente, fue testigo de una violación grupal de una conocida llamada Lisbeth, y no hizo nada para detenerlo. Días después, con mucha culpa, él le rogó su perdón — ella se negó. El incidente, dijo, le persiguió por años, y en parte le motivó a crear el personaje con su nombre, que también era sobreviviente de una violación. La veracidad de esta historia ha sido cuestionada después de que un colega de la revista Expo le dijo a la revista Rolling Stone que Larsson le había dicho que había escuchado la historia y la contó como suya después.
En la única entrevista que dio sobre la serie, Larsson dijo que se basó en como él imaginaba que hubiera sido Pippi Calzaslargas como adulta. Otra fuente de inspiración fue la sobrina de Larsson, Therese. Una adolescente rebelde, usualmente usaba ropa y maquillaje negro, además varias veces le dijo que quería hacerse un tatuaje de dragón. El autor solía escribirle correos electrónicos a Therese mientras escribía las novelas para preguntarle sobre su vida y su forma de actuar ante ciertas situaciones.
Un amigo y colega de Larsson, Kurdo Baksi cree que el escritor también estuvo influenciado por dos asesinatos, el primero en 2001 de Melissa Nordell, una modelo asesinada por su novio, y el segundo de Fadime Şahindal, una mujer sueca de origen kurdo asesinada por su padre en 2002. Ambas mujeres fueron asesinadas por hombres o fueron víctimas de un crimen de honor. Para Larsson no había diferencia entre la "violencia sistemática" en contra de las mujeres y le inspiraba a hacer algo en contra de esos crímenes a través de su trabajo. Eva Gabrielsson, la pareja de Larsson, escribió: "la trilogía permitía a Stieg denunciar a todos los que él aborrecía por su cobardía, irresponsabilidad y oportunismo: activistas del momento, guerreros sólo de días soleados, etc., que escogían sus causas; falsos amigos que le usaron para avanzar en sus carreras; líderes de compañías y accionistas sin escrúpulos que se premiaban con grandes bonos... Viendo esto, Stieg no pudo tener mejor terapia y aliado para su alma que escribir las novelas."
Los que conocieron a Larsson, como Baksi y Anders Hellberg, un colega de Larsson en los años 70 y 80, se sorprendieron de que hubiera escrito las novelas. Hellberg sospechaba tanto, que pensaba que Larsson no era el autor en solitario de la serie, diciendo que no era tan buen escritor. Gabrielsson ha sido el candidato más probable, debido a que en una de las entrevistas uso ciertas palabras que implicaban coautoría. Sin embargo, luego corrigió y dijo que se había cometido un error de interpretación. En 2011 Gabrielsson expresó su molestia por las acusaciones y clarificó: "La escritura, la labor, fue de Stieg. Pero el contenido es una cuestión distinta. Hay muchos de mis pensamientos, ideas y trabajo ahí". Como ejemplo dijo que él usó su libro sin terminar sobre el arquitecto Per Olof Hallman para investigar algunas locaciones para la saga y que ambos visitaron físicamente los lugares y discutieron los lugares en los que los personajes vivirían.

## Publicación
Habiendo comenzado el primer libro en verano de 2002, Larsson esperó hasta terminar las primeras dos y gran parte de la tercera antes de enviarlas a editoriales suecas. A pesar de que Baksi sugirió que probablemente había escrito el primer capítulo en 1997, que fue cuando Larsson le dijo que estaba escribiendo una novela. Mientras otras editoriales rechazaron los manuscritos, el editor de Expo, Robert Aschberg, se los recomendó a Norstedts Förlag, cuyos editores aceptaron después de leer los dos primeros libros de una sola vez. Norstedts encargó a Steven T. Murray la traducción al inglés. Larsson intentó que editoriales inglesas aceptaran su libro, pero fue rechazado hasta que Christopher Maclehose compró los derechos del libro en el idioma inglés para Quercus, una pequeña editorial inglesa. Ambos, Gabrielsson y Murray dijeron que "embelleció innecesariamente" la traducción al inglés, siendo esta la razón por la cual se le diera crédito bajo el seudónimo de "Reg Keeland." Las publicaciones en inglés cambiaron los títulos, a pesar de que Larsson se negó específicamente a permitir que la editorial sueca cambiara el nombre de la primera novela, y el tamaño del tatuaje de dragón; de un tatuaje grande que cubre toda su espalda a un pequeño tatuaje en el hombro. Alfred A. Knopf compró los derechos estadounidenses de los libros después de la muerte de Larsson en 2004, y usa las mismas traducciones.

## Recepción
La primera novela ganó el premio sueco Glass Key en 2006, ese mismo año el segundo libro ganó el premio a la Mejor Novela Criminal Sueca y en 2008, la tercera novela también ganó el premio Glass Key Award. En el 2012, la edición revisada del ranking japonés Tozai Mystery Best 100, la saga Millennium fue clasificada como la decimosegunda mejor saga de misterio de Occidente. En mayo de 2010, 27 millones de copias de la trilogía habían sido vendidas a nivel mundial, un número que crecería a más de 46 millones en los siguientes 5 meses, y alcanzaría 65 millones en diciembre de 2011. En julio de 2010 la serie hizo de Larsson el primer autor en vender un millón de copias electrónicas de su trabajo en Amazon Kindle. Las ventas alcanzaron 75 millones de copias en 50 países para diciembre de 2013, y 80 millones para marzo de 2015.

## Novelas
Stieg Larsson
- 1. Los hombres que no amaban a las mujeres (Män som hatar kvinnor, 2005)
- 2. La chica que soñaba con una cerilla y un bidón de gasolina (Flickan som lekte med elden, 2006)
- 3. La reina en el palacio de las corrientes de aire (Luftslottet som sprängdes, 2007)

David Lagercrantz
- 4. Lo que no te mata te hace más fuerte (Det som inte dödar oss, 2015)
- 5. El hombre que perseguía su sombra (Mannen Som Sökte Sin Skugga, 2017)
- 6. La chica que vivió dos veces (Hon som måste dö, 2019)

Karin Smirnoff
- 7. Las garras del águila (Havsörnens skrik, 2023)
- 8. Los colmillos del lince (Lokattens Klor, 2024)

### 1.Los hombres que no amaban a las mujeres(2005, Stieg Larsson)
El periodista Mikael Blomkvist ha sido condenado a prisión por difamar al billonario Hans-Erik Wennerström y quiere escapar de la atención de la prensa antes de cumplir su condena. Es contratado por el anciano magnate industrial Henrik Vanger bajo la excusa de ayudarle a escribir una biografía de la familia Vanger. Lo que realmente busca Vanger es que Blomkvist investigue la desaparición de su sobrina, Harriet, ocurrida 36 años antes. Durante su investigación forma equipo con la introvertida y habilidosa hacker de computadoras Lisbeth Salander.

### 2.La chica que soñaba con una cerilla y un bidón de gasolina(2006, Stieg Larsson)
Mikael Blomkvist es contactado por el periodista freelance Dag Svensson para que Millennium publique un revelador artículo sobre el tráfico sexual de mujeres de Europa del Este en Suecia, el cual involucra a oficiales del Gobierno. Svensson y su novia son asesinados y la policía cree que Lisbeth Salander es la culpable. Blomkvist debe probar la inocencia de Salander, al mismo tiempo que intenta terminar el trabajo de Svensson y descubrir el vínculo entre ambos.

### 3.La reina en el palacio de las corrientes de aire(2007, Stieg Larsson)
Habiendo descubierto la existencia de un grupo secreto al interior del Servicio de Seguridad Sueca, el cual ha cometido varias violaciones constitucionales en contra de Lisbeth Salander, Mikael Blomkvist y un grupo de policías de la división de Protección Constitucional del Servicio de Seguridad Sueca buscan revelar las identidades de sus miembros y que los cargos de asesinato contra Salander sean retirados.

### Material sin terminar

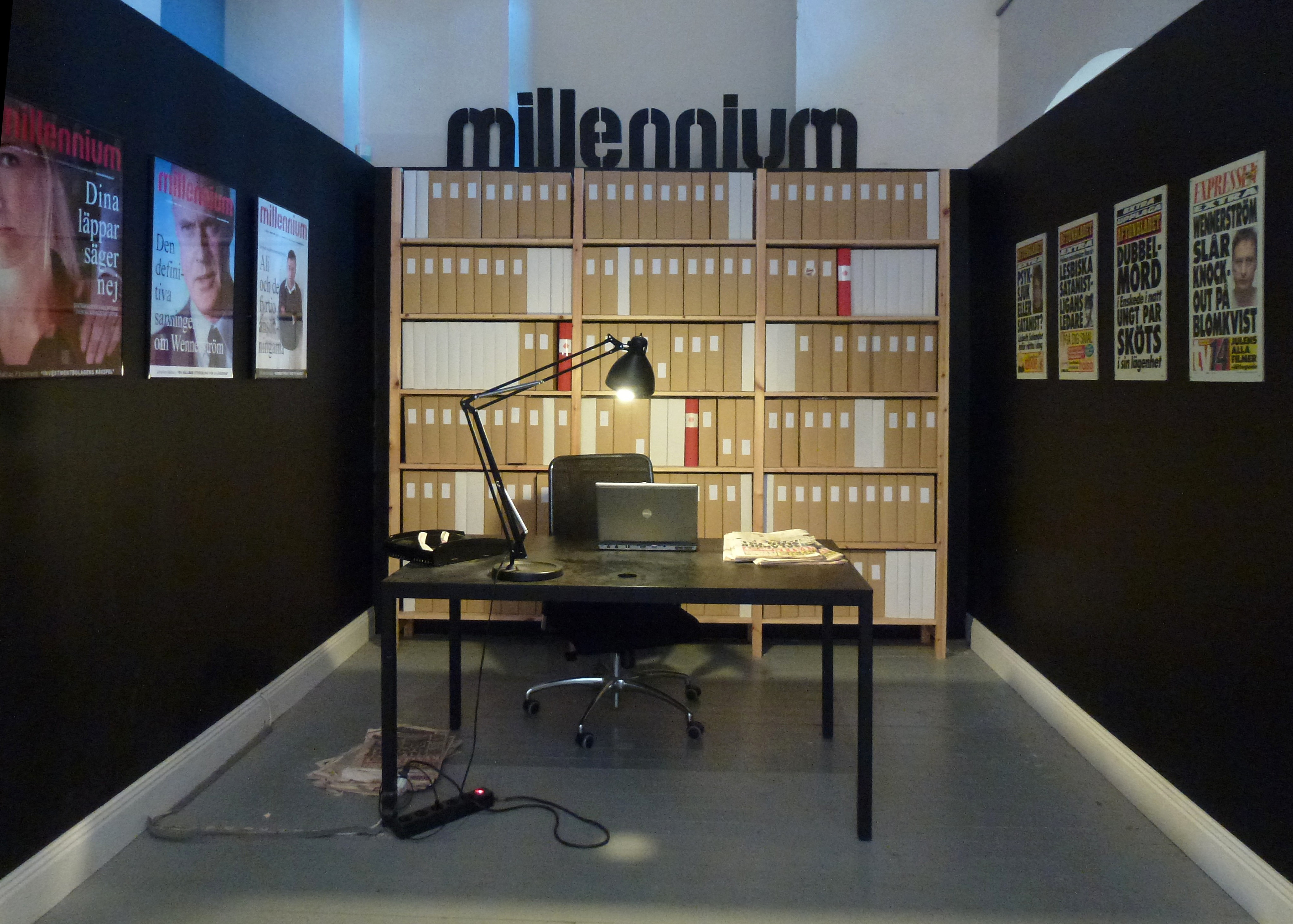
Exhibición Millennium en el Museo de la Ciudad de Estocolmo.

Larsson escribió un manuscrito incompleto de otra novela en la serie antes de su muerte repentina en noviembre de 2004. Su compañera sentimental, Eva Gabrielsson, tiene la posesión del ordenador con el manuscrito, pero no tiene los derechos del trabajo de Larsson. En un intento de proteger a Gabrielsson de las personas que él estaba investigando en la vida real (Neonazis y racistas suecos), Larsson nunca se casó. Escribió un testamento pero no tenía testigos, invalidándolo según la ley sueca, por tanto es su familia quien tiene la sucesión. Manuscritos o un quinto o sexto libro probablemente existan.
En 2010, el amigo de Larsson, John-Henri Holmberg mostró a Associated Press correos electrónicos que recibió del autor, poco antes de su muerte, en los cuales describía planes para otro libro en la serie. En los mensajes, Larsson escribió "La trama está ubicada a 120 kilómetros al norte de la Bahía Sachs, en la Isla Banks en el mes de septiembre... De acuerdo a la sinopsis debería contener 440 páginas."
Gabrielsson ha descrito el manuscrito como de apenas 200 páginas, dándole el título de "Guds hämd" (Venganza de Dios), teniendo un 30% de completado y "No vale la pena publicarlo tal cual está". En 2011, Gabrielsson dijo "Una vez me ofrecí a terminarlo, pero necesito tener los derechos legales para hacerlo y ellos no me los querían dar, entonces creo que todos debemos ser felices de que solo hay tres." Meses después, el excolega de Larsson, Kurdo Baksi dijo que a él y al padre de Larsson se les mostró el manuscrito poco después de la muerte de Larsson y que "tenía 260 páginas en ese momento – aproximadamente 70% completado." Describió el manuscrito como el quinto de la serie y se encuentra localizado "entre Irlanda, Suecia y Estados Unidos" protagonizando en gran parte a la hermana gemela de Lisbeth, Camila. Baksi también está en contra de tener un autor que lo termine ya que "no respetarían el estilo de Larsson."

### 4.Lo que no mata te hace más fuerte(2015, David Lagercrantz)
En diciembre de 2013, la editorial sueca Norstedts anunció que en agosto de 2015 sería publicado un cuarto libro, escrito por David Lagercrantz, autor sueco conocido como el biógrafo de Zlatan Ibrahimović. La compañera sentimental de Larsson, Eva Gabrielsson criticó el proyecto, que no usaría el material no publicado que continuaba en su posesión. El borrador se reportó como terminado por Lagercrantz en enero de 2015, para ser publicado en agosto. El título en sueco, Det som inte dödar oss, se traduce literalmente como Lo que no nos mata (en referencia a la célebre cita de Nietzsche), por lo que el título en español fue Lo que no te mata te hace más fuerte. Como en las novelas previas, la traducción en inglés fue publicada por Quercus. El 31 de marzo de 2015, el título en inglés fue anunciado como The Girl in the Spider's Web, traducido como La chica en la telaraña, con fecha de publicación para el 1 de septiembre de 2015.
Una reseña de Upsala Nya Tidning catalogó a Lo que no mata te hace más fuerte como una "novela criminal estándar" mostrando versiones más burdas y humanas de Blomkvist y Salander, mientras que resta importancia a los "rasgos exagerados y caricaturescos de la serie".

## Adaptaciones

### Películas suecas
La productora sueca Yellow Bird ha producido películas de la trilogía Millennium, coproducidas con la compañía danesa Nordisk Film y compañía de televisión que fueron publicadas en Escandinava en 2009.
Originalmente solo el primer filme se debía llevar al cine, mientras que el resto de la saga sería adaptada para la televisión, pero esto cambió debido al tremendo éxito del primero. El primer filme fue dirigido por Niels Arden Oplev y los siguientes dos por Daniel Alfredson, mientras que los guiones de los primeros dos fueron adaptados por Nikolaj Arcel y Rasmus Heisterberg, y el último por Ulf Rydberg y Jonas Frykberg. Están protagonizados por Michael Nyqvist como Mikael Blomkvist y Noomi Rapace como Lisbeth Salander.
- Män som hatar kvinnor (Millennium 1: los hombres que no amaban a las mujeres), estrenada el 25 de febrero de 2009.
- Flickan som lekte med elden (Millennium 2: La chica que soñaba con una cerilla y un bidón de gasolina), estrenada el 18 de septiembre de 2009.
- Luftslottet som sprängdes (Millennium 3: La reina en el palacio de las corrientes de aire), estrenada el 27 de noviembre de 2009.

En 2010, las tres películas fueron adaptadas a una miniserie de seis capítulos, la cual incluye escenas eliminadas de la versión cinematográfica. La miniserie fue estrenada el 14 de julio de 2010 en DVD y Blu-ray en tres paquetes separados y el 24 de noviembre de 2010 como un box set con un disco extra.

### Adaptación estadounidense

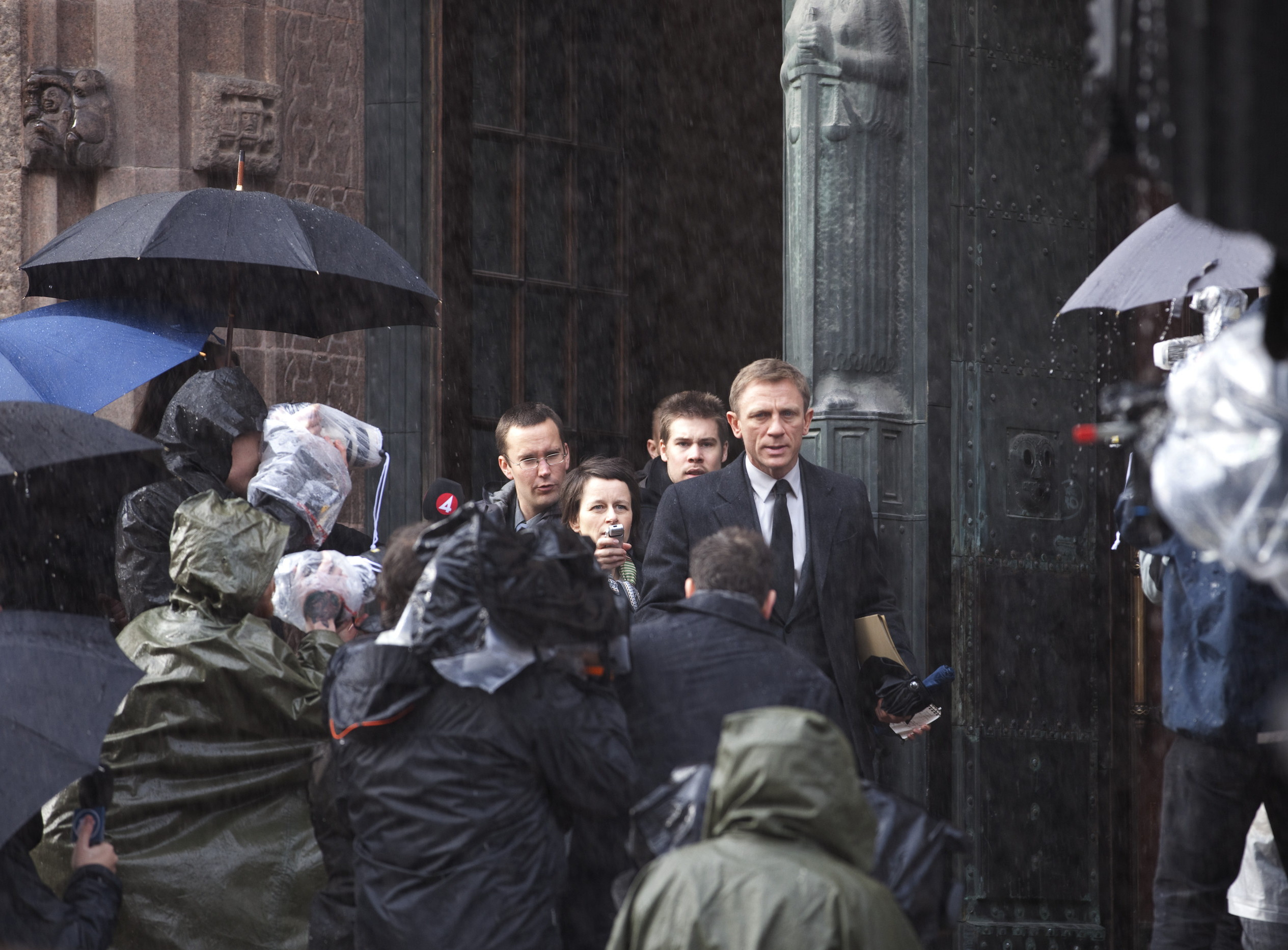
Daniel Craig en la filmación de una escena de La chica del dragón tatuado en Estocolmo, 2011.

Yellow Bird y Metro-Goldwyn-Mayer se unieron con Columbia Pictures para producir una adaptación en el idioma inglés de la primera novela. La película escrita por Steven Zaillian, dirigida por David Fincher, producida por Scott Rudin y protagonizada por Daniel Craig como Mikael Blomkvist y Rooney Mara como Lisbeth Salander. Junto con la primera adaptación, Fincher y Zaillian firmaron un contrato para adaptar las dos novelas restantes. En enero de 2012 se anunció que Sony iba a continuar con la filmación de las adaptaciones. Zaillian escribió los guiones originales, pero Sony llevó a Andrew Kevin Walker para que los revisara. El estudio espera tener a los mismos actores de la primera película en las secuelas, con Fincher dirigiendo, Daniel Craig y Rooney Mara como protagonistas, pero los horarios han sido algo difícil.
- The Girl with the Dragon Tattoo (Millennium: los hombres que no amaban a las mujeres en España y La chica del dragón tatuado en Hispanoamérica), estrenada en diciembre de 2011.

- The Girl in the Spider's Web (Millennium: lo que no te mata te hace más fuerte en España), estrenada en noviembre de 2018.

### Novelas gráficas
En octubre de 2011, DC Comics anunció que su imprenta Vertigo había adquirido los derechos de la serie y que adaptaría cada novela en dos novelas gráficas. Las novelas gráficas fueron adaptadas por el novelista criminal escocés Denise Mina, con arte de Leonardo Manco y Andrea Mutti.
- La chica del dragón tatuado, Libro 1, publicada el 13 de noviembre de 2012.
- La chica del dragón tatuado, Libro 2, publicada el 7 de mayo de 2013.
- La chica que jugó con fuego, publicada el 3 de junio de 2014.
- La chica que pateó el avispero, publicada el 28 de julio de 2015.

Para el mercado franco-belga, se publicó una adaptación diferente, escrita por Sylvain Runberg con arte de José Homs y Manolo Carot.